# Sherman, Quận Sheboygan, Wisconsin
Sherman là một thị trấn thuộc quận Sheboygan, tiểu bang Wisconsin, Hoa Kỳ. Năm 2010, dân số của thị trấn này là 1.458 người.